# Dendrobium linguiforme
Dendrobium linguiforme är en orkidéart som beskrevs av Olof Swartz. Dendrobium linguiforme ingår i släktet Dendrobium, och familjen orkidéer.

## Underarter
Arten delas in i följande underarter:
- D. l. linguiforme
- D. l. nugentii

## Bildgalleri

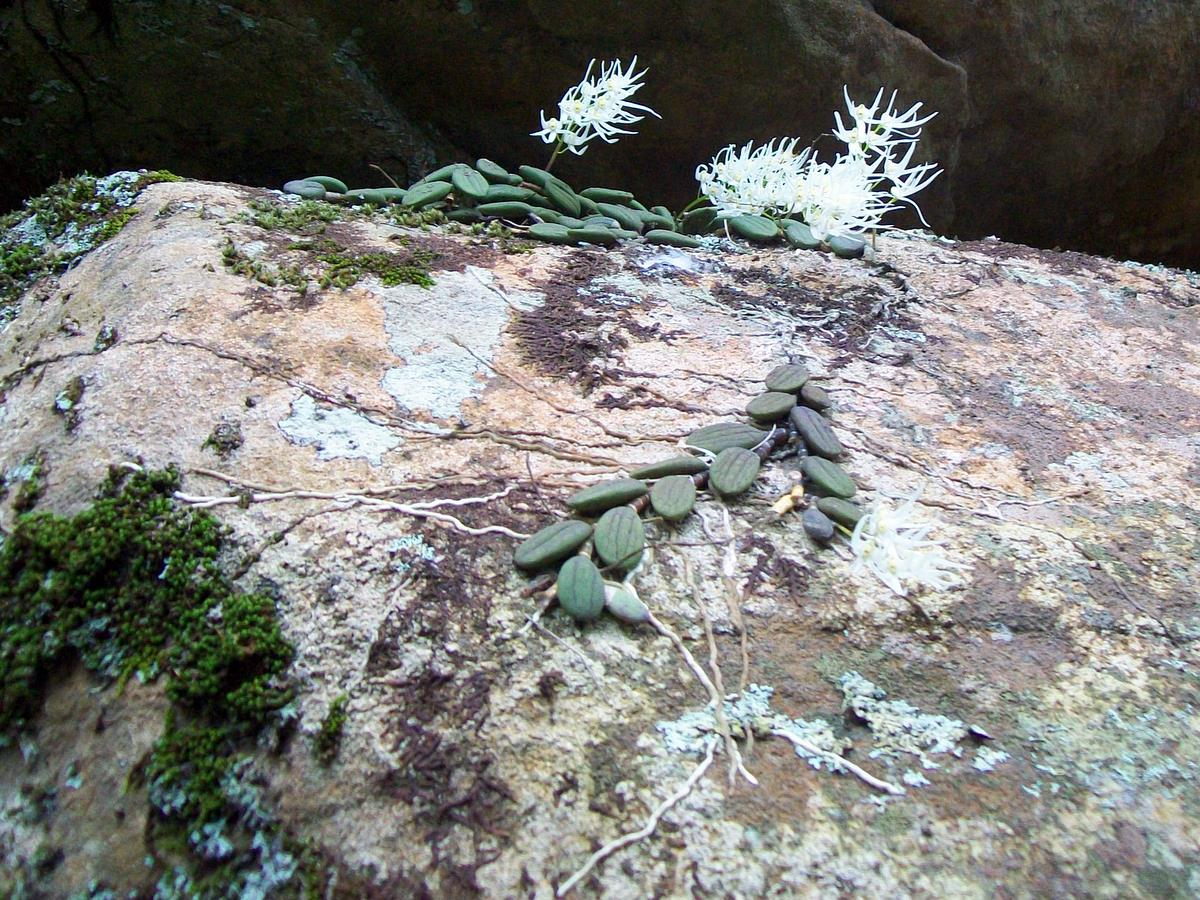
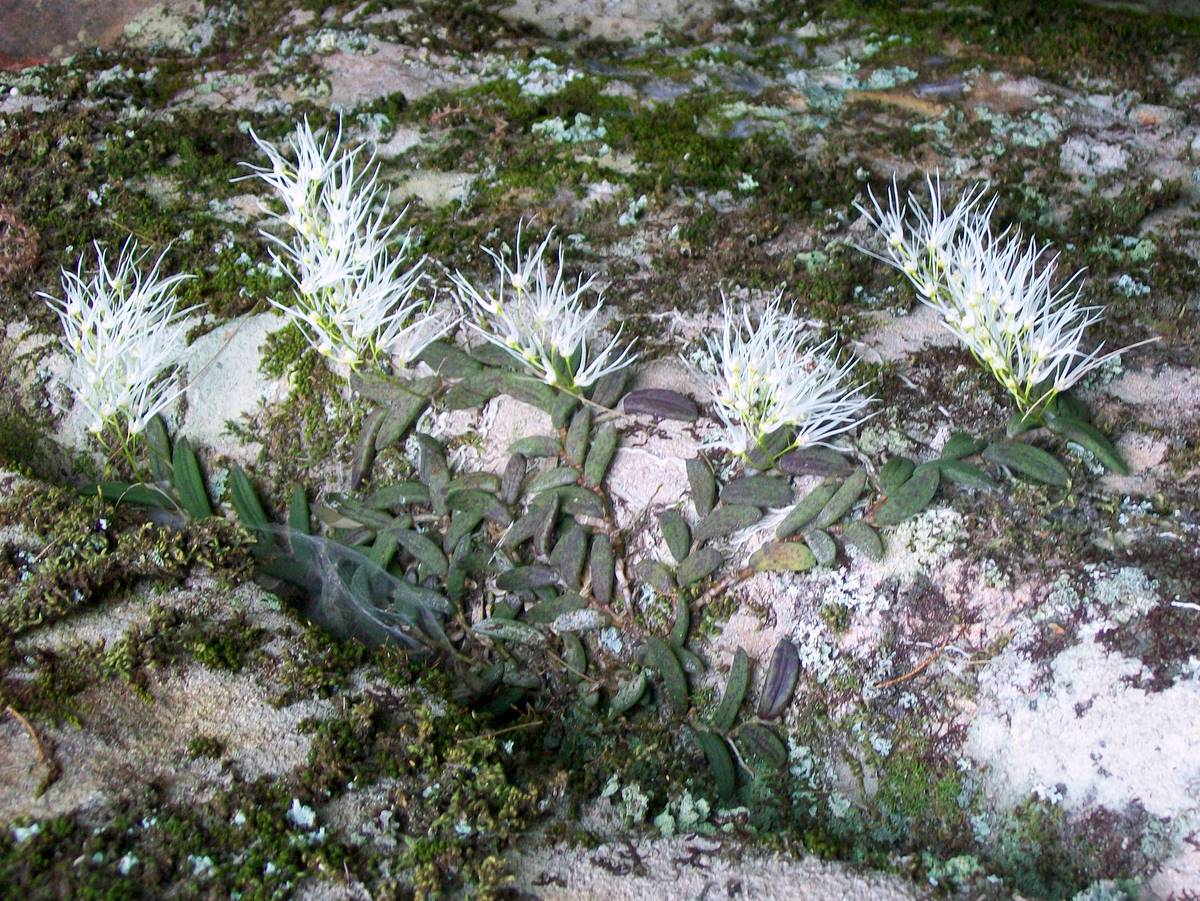
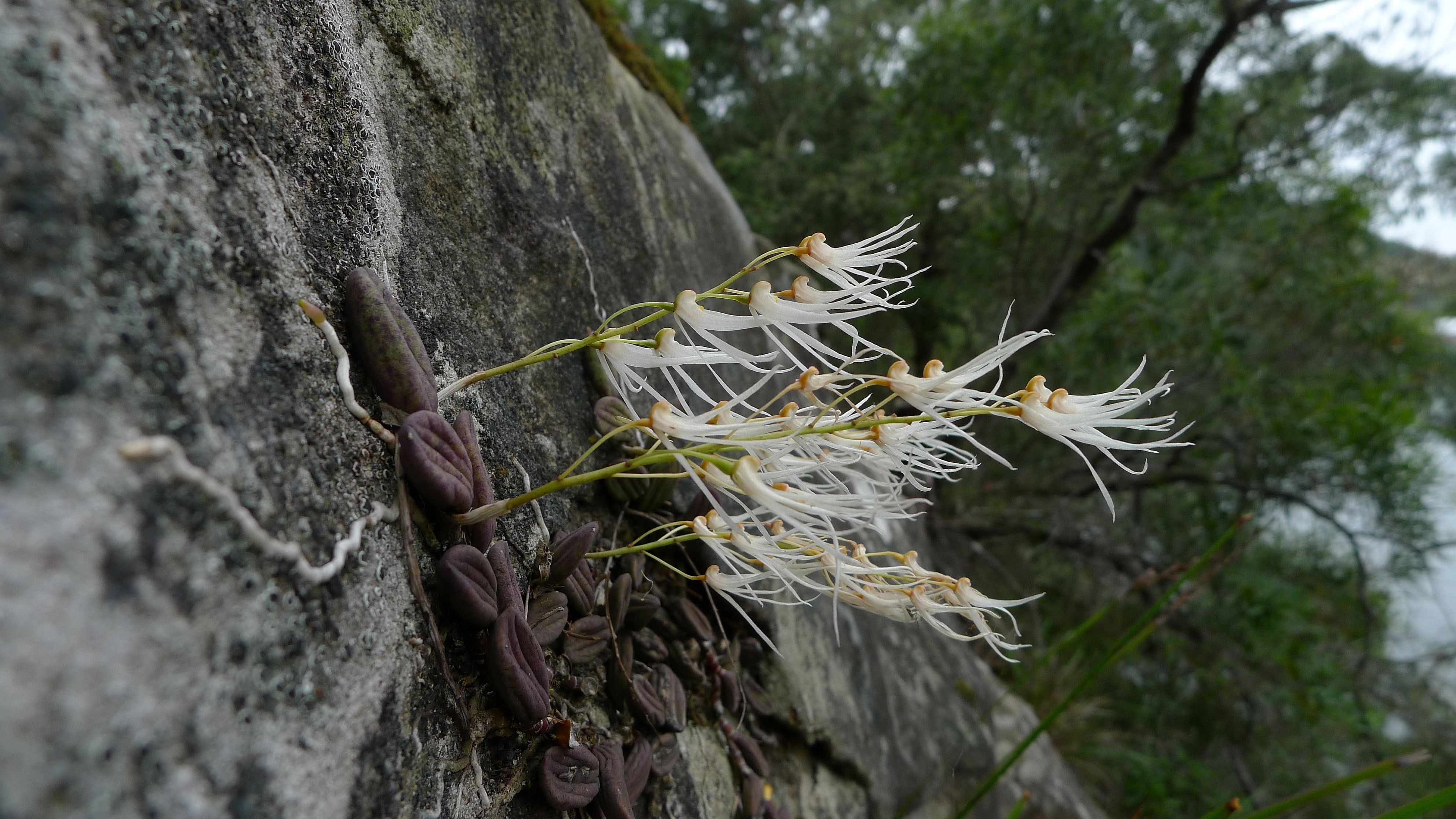
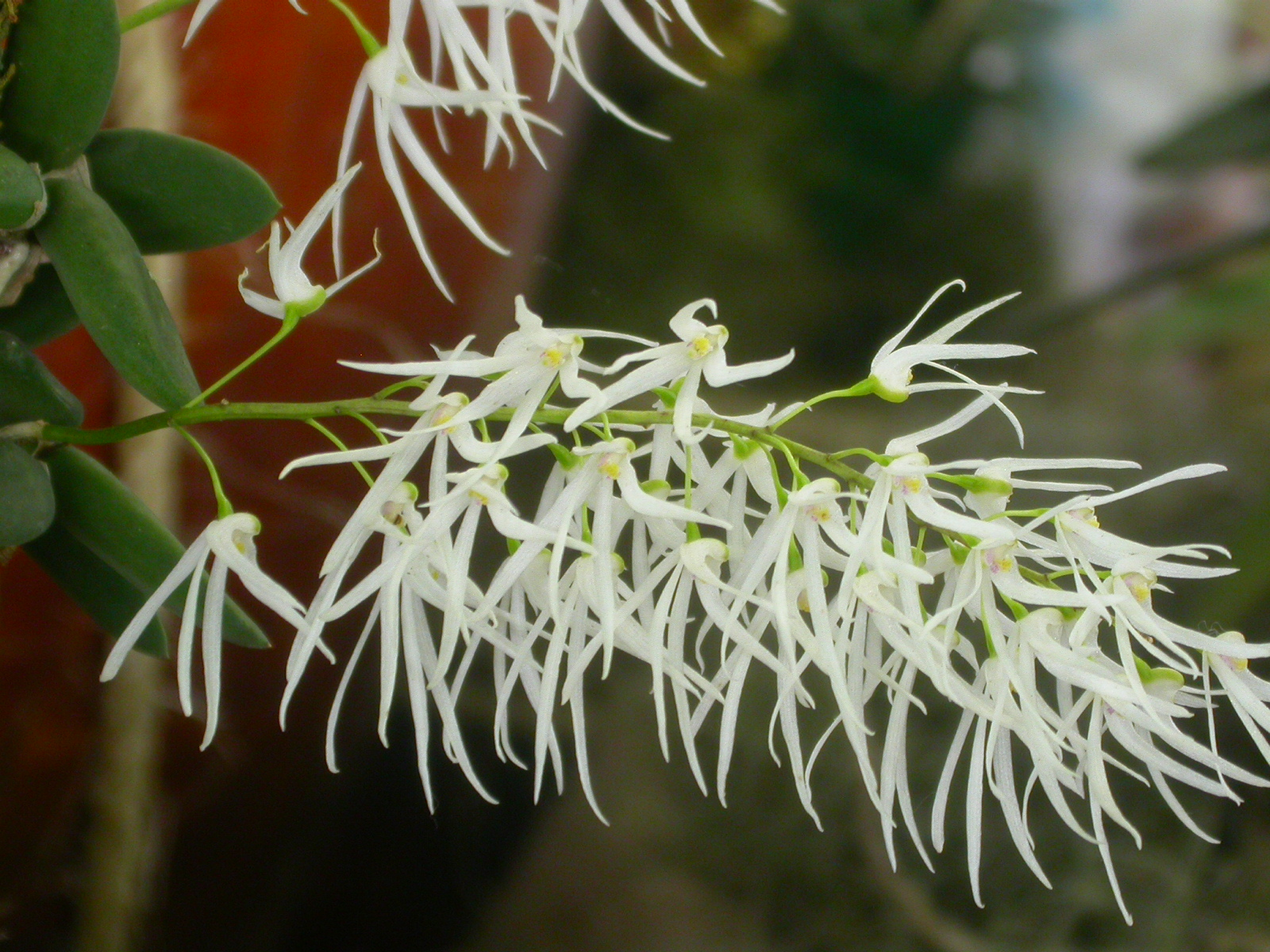
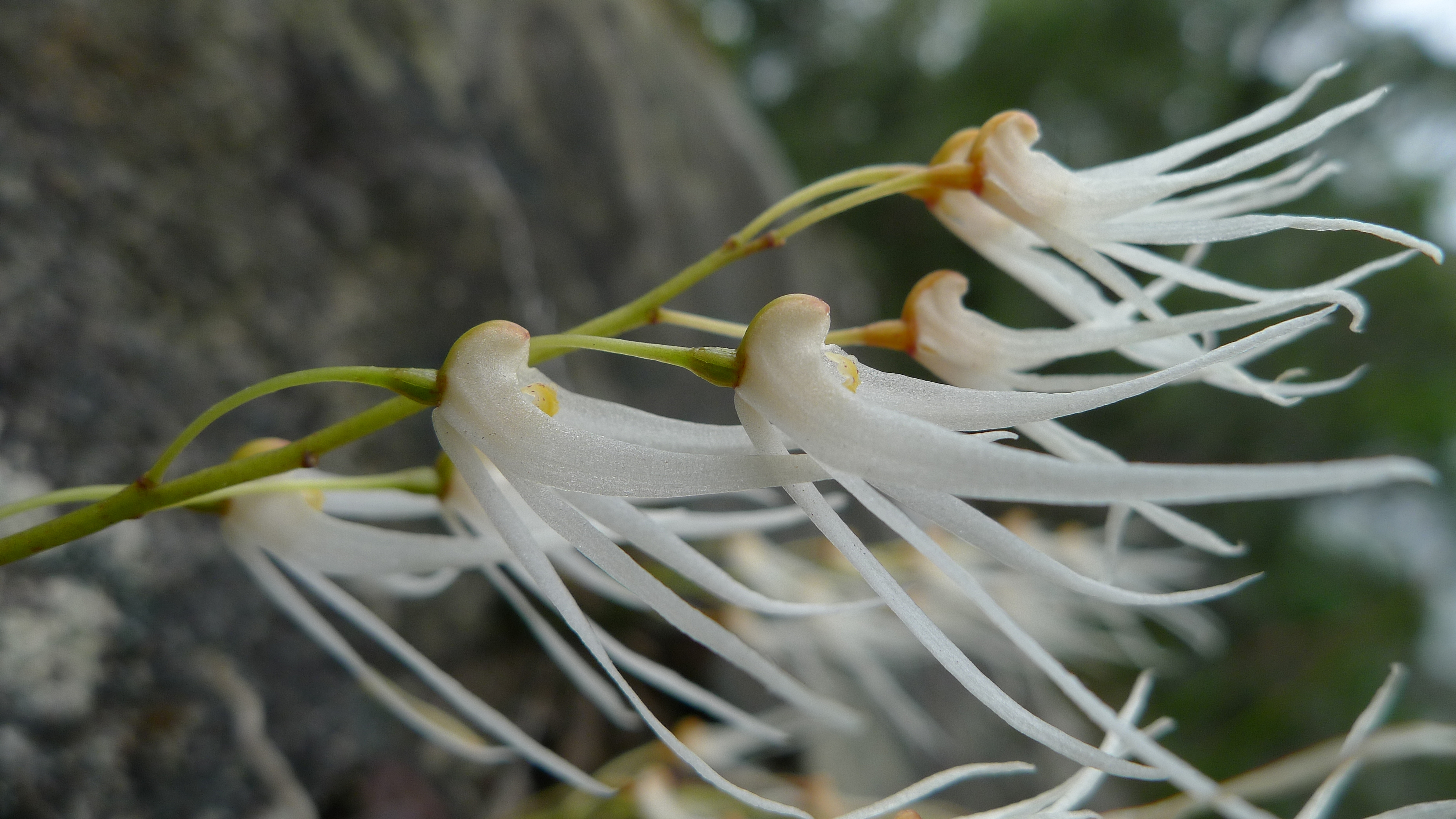
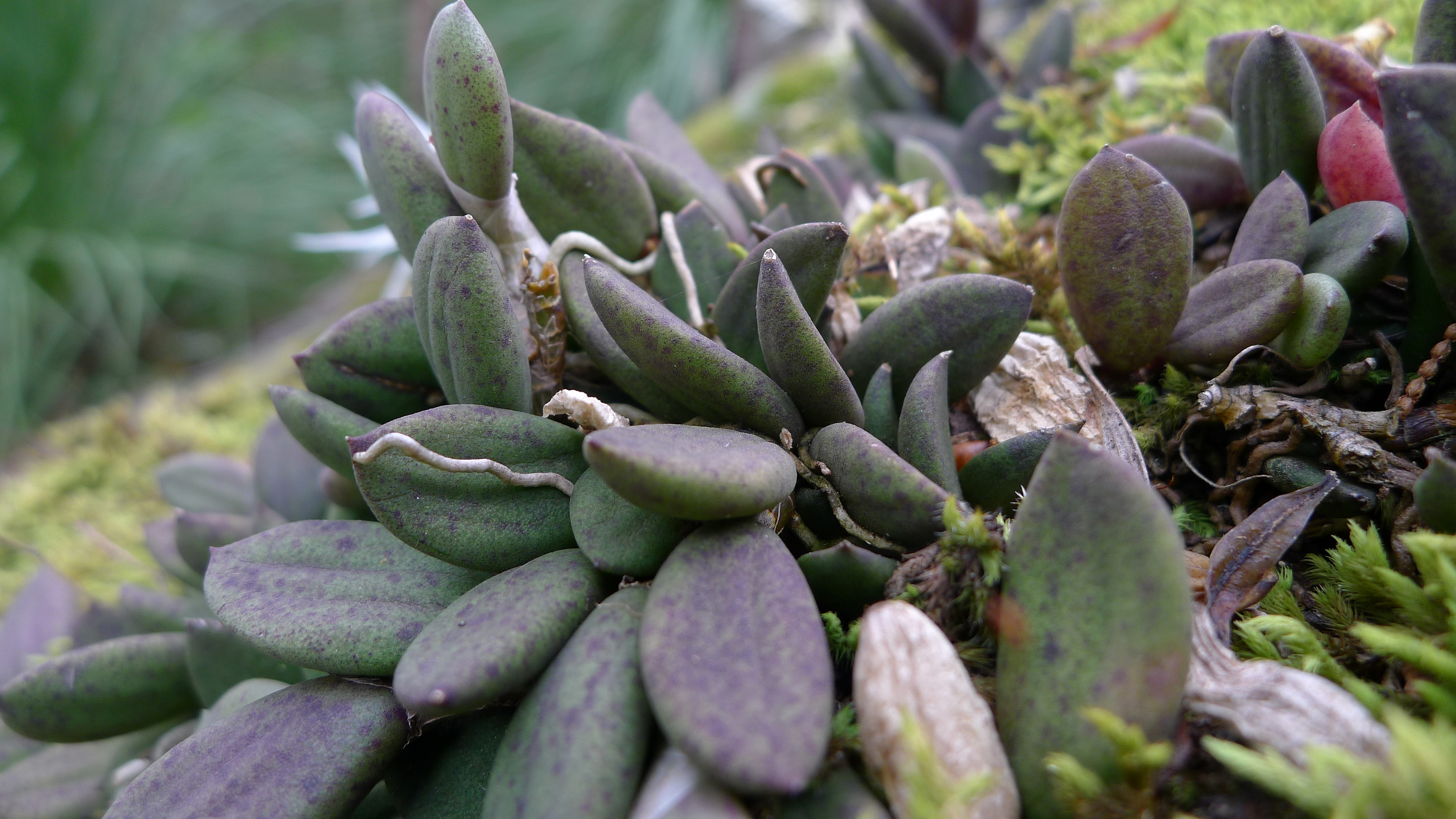